# 第35回国民体育大会
第35回国民体育大会（だい35かいこくみんたいいくたいかい）は1980年に開催された国民体育大会である。

## 大会概要
冬季スケート競技会のスローガンは「銀盤にはばたけ苫小牧国体」、同スキー競技会は「スキーのふるさと 小樽国体」、夏季・秋季大会のテーマは「栃の葉国体」である。今大会より教員の部が廃止され、山岳競技などが正式競技として採用された。
栃の葉国体では民泊も実施された。
秋季大会の開会式ではNHK総合テレビに加え東京12チャンネル（12ch、現：テレビ東京）でも生中継された。これは当時栃木県に独立局（とちぎテレビ）が開局しておらず12chも自前のネット局を持っていなかったことや栃木県広報番組『ウイークリー栃木』をとちぎテレビが開局した1999年まで放送していたことから放送することが出来た。現在の在京キー局が国体の開会式を中継した唯一の大会となっている。
| 季    | 期間                      | 開催地                                   | 競技数 | 参加者数 |
| ----- | ------------------------- | ---------------------------------------- | ------ | -------- |
| 冬    | 1980年1月26日 - 1月29日   | 北海道苫小牧市                           | 1      | 1,866    |
| 冬    | 1980年2月14日 - 2月17日   | 北海道小樽市                             | 1      | 1,875    |
| 夏    | 1980年9月7日 - 9月10日    | 栃木県宇都宮市 埼玉県戸田市 千葉県千葉市 | 4      | 4,219    |
| 秋    | 1980年10月12日 - 10月17日 | 栃木県                                   | 31     | 19,121   |
| 合 計 | 合 計                     | 合 計                                    | 37     | 27,081   |

## 実施競技
- 陸上競技 - 宇都宮市・栃木県総合運動公園陸上競技場
- 水泳（競泳・飛込・水球） - 宇都宮市・栃木県総合運動公園水泳場、栃木県立宇都宮高等学校水球場
- 空手道 - 宇都宮市・栃木県体育館
- サッカー - 宇都宮市、矢板市・宇都宮サッカー場他2会場、矢板運動公園陸上競技場他3会場
- スキー - 北海道小樽市・天狗山スキー場 他
- テニス - 小山市・小山運動公園庭球場他2会場
- 漕艇 - 埼玉県戸田市・戸田漕艇場
- ホッケー - 今市市・今市青少年スポーツセンターホッケー場
- ボクシング - 西那須野町・西那須野勤労青少年体育センター
- バレーボール - 佐野市、田沼町・佐野市民体育館他5会場
- 体操 - 宇都宮市・栃木県体育館
- バスケットボール - 宇都宮市、石橋町、氏家町・宇都宮市体育館他4会場、石橋勤労者体育センター他1会場、氏家町体育館
- スケート - 北海道苫小牧市・ハイランドスポーツセンター 他
- アイスホッケー - 北海道苫小牧市・王子スポーツセンター
- レスリング - 足利市・足利工業大学体育館
- ヨット - 千葉県千葉市・稲毛ヨット競技場
- ウェイトリフティング - 小山市・栃木県立小山高等学校体育館他1会場
- ハンドボール - 栃木市・栃木市民総合体育館他2会場
- 自転車競技 - 宇都宮市・宇都宮競輪場、日塩有料道路他
- ソフトテニス - 黒磯市・黒磯市総合運動場庭球場
- 卓球 - 足利市・足利市民体育館
- 軟式野球 - 鹿沼市・鹿沼運動公園野球場他1会場
- 相撲 - 黒羽町・黒羽町民体育館
- 馬術 - 上三川町・栃木県馬術競技場
- フェンシング - 栃木市・栃木県立栃木商業高等学校体育館他1会場
- 柔道 - 宇都宮市・栃木県武道館
- ソフトボール - 大田原市・大田原美原公園野球場他4会場
- バドミントン - 真岡市・真岡市総合体育館
- 弓道 - 鹿沼市・栃木県立鹿沼農業高等学校弓道場
- ライフル射撃 - 宇都宮市・栃木県総合射撃場
- 剣道 - 日光市・日光市体育館
- ラグビー - 足利市・足利市総合運動場陸上競技場他1会場
- クレー射撃 - 宇都宮市・栃木県総合射撃場
- 高校野球（公開競技） - 宇都宮市、真岡市・栃木県総合運動公園野球場他1会場（硬式）、真岡市東運動場野球場（軟式）
- スポーツ芸術（公開競技） - 宇都宮市・県立美術館 他
- 山岳競技 - 日光市・日光山系コース
- アーチェリー - 馬頭町・馬頭町民運動場
- 銃剣道 - 壬生町・壬生町民体育館

## 総合成績

### 天皇杯
- 1位 - 栃木県
- 2位 - 東京都
- 3位 - 神奈川県

### 皇后杯
- 1位 - 栃木県
- 2位 - 東京都
- 3位 - 大阪府